# Ferme de Saint-Antoine
La ferme de Saint-Antoine est une ferme située à Saint-Pierremont, en France.

## Description
De cette ancienne abbaye, il subsiste de nos jours une partie de la chapelle en pierre calcaire avec deux baies ogivales en partie murées.

## Localisation
La ferme est située route de Marle, à 1 km à l'ouest, sur la commune de Saint-Pierremont, dans le département de l'Aisne.

## Historique
|  |

À l'ouest de Saint-Pierrepont, la ferme et chapelle Saint-Antoine est citée en 1284 sous le nom de Abbatia Beate-Marie-de-Pace dans un cartulaire de l'abbaye de Thenailles, puis Paix-Saint-Antoine, Hospital Saint-Antoine en 1540.

Cette abbaye de filles de Notre-Dame-de-la-Paix fut fondée en 1240 par l'abbaye Saint-Victor de Paris. Elle cessa d'exister pendant les guerres de la seconde moitié du XIVe siècle. 
En 2020, des vestiges de cette abbaye sont encore présents dans la ferme de Saint-Antoine, inscrite aux Monuments historiques en 1988. 

### Galerie

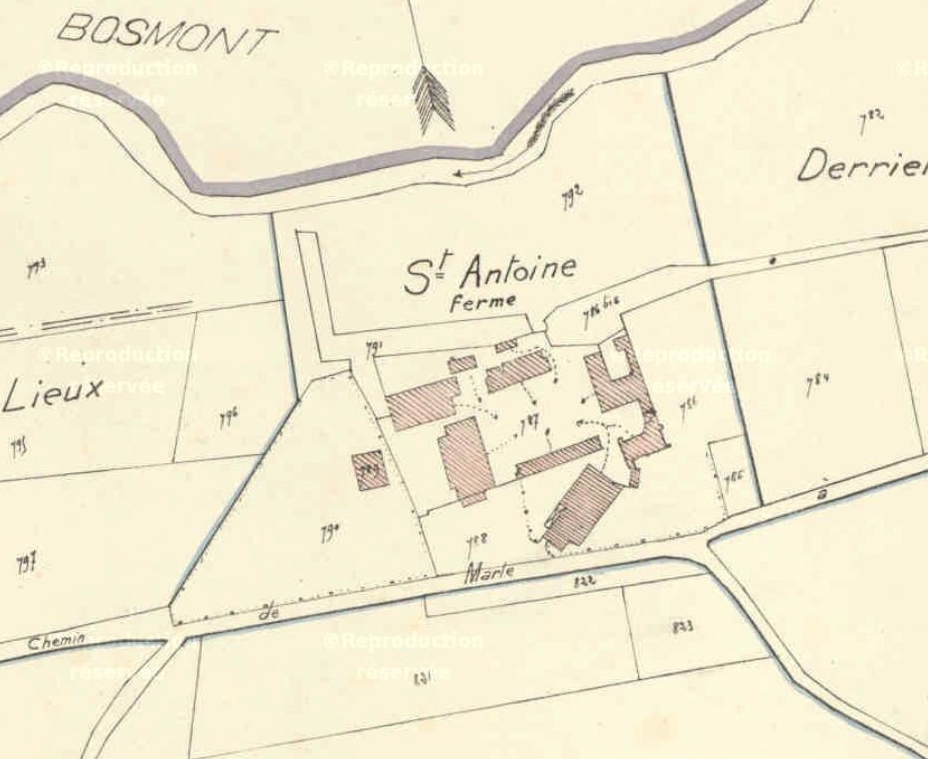
Plan de la ferme Saint-Antoine en 1878.
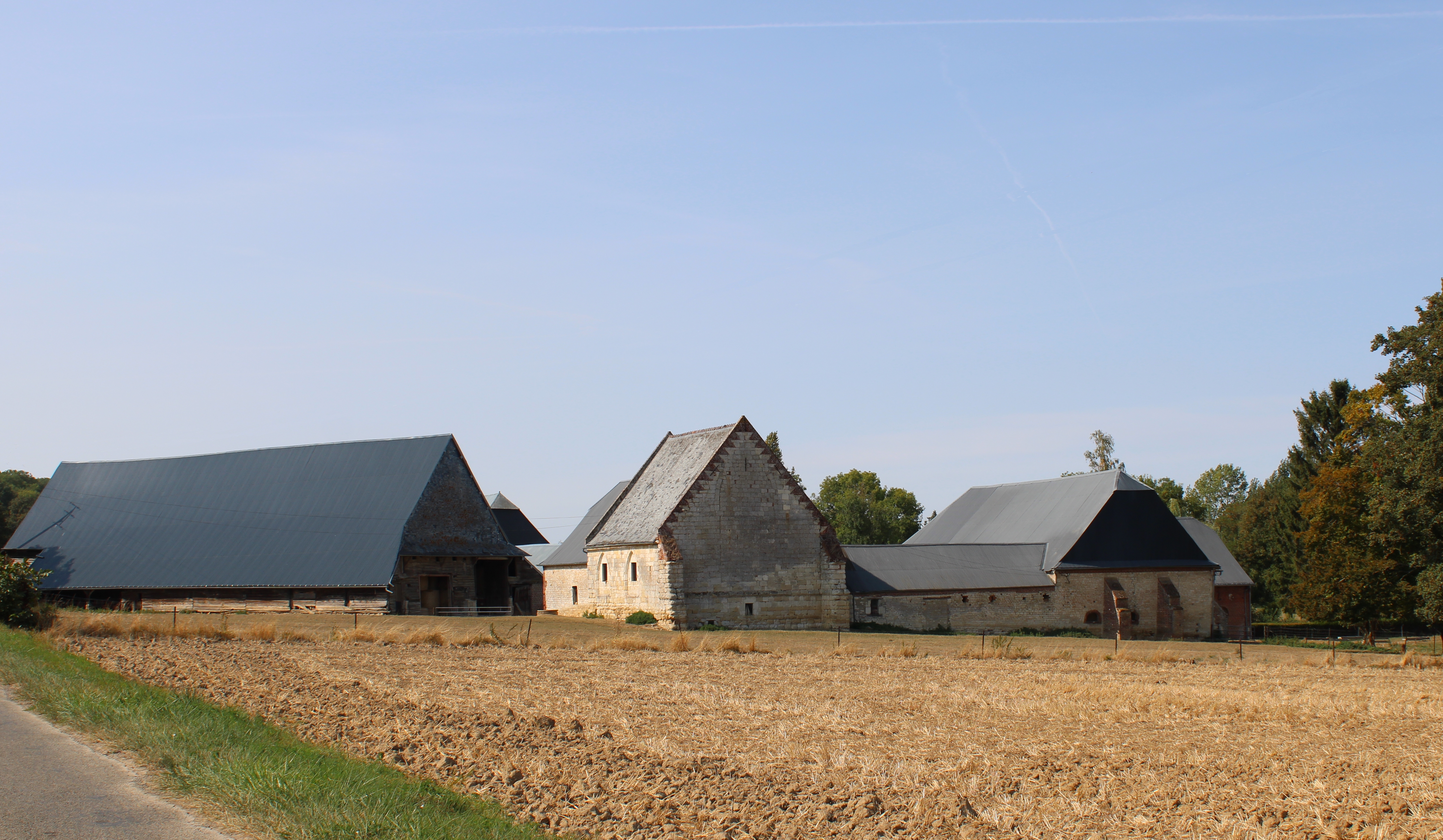
Vue de la ferme depuis la route de Marle.
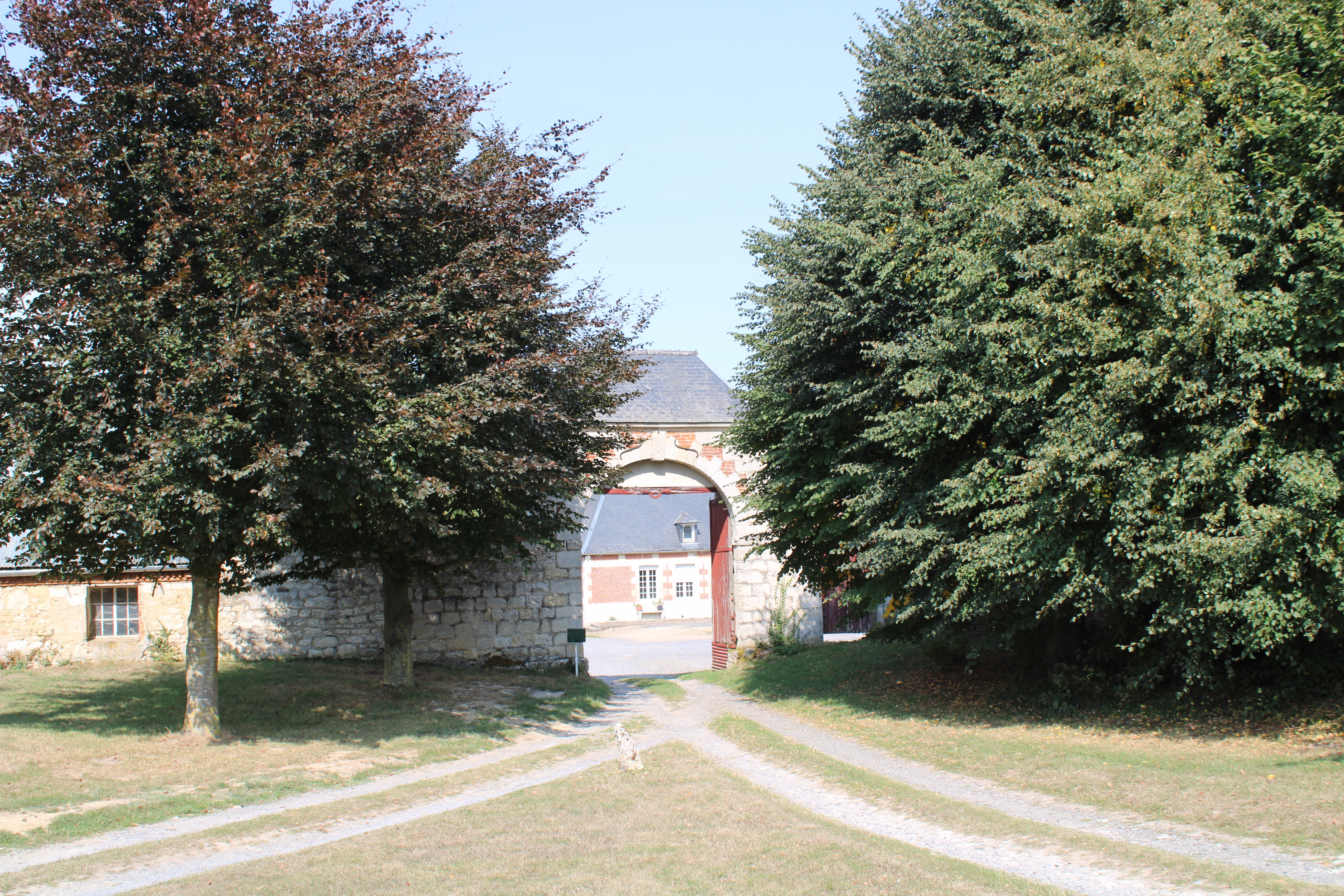
Le porche d'entrée de la ferme.
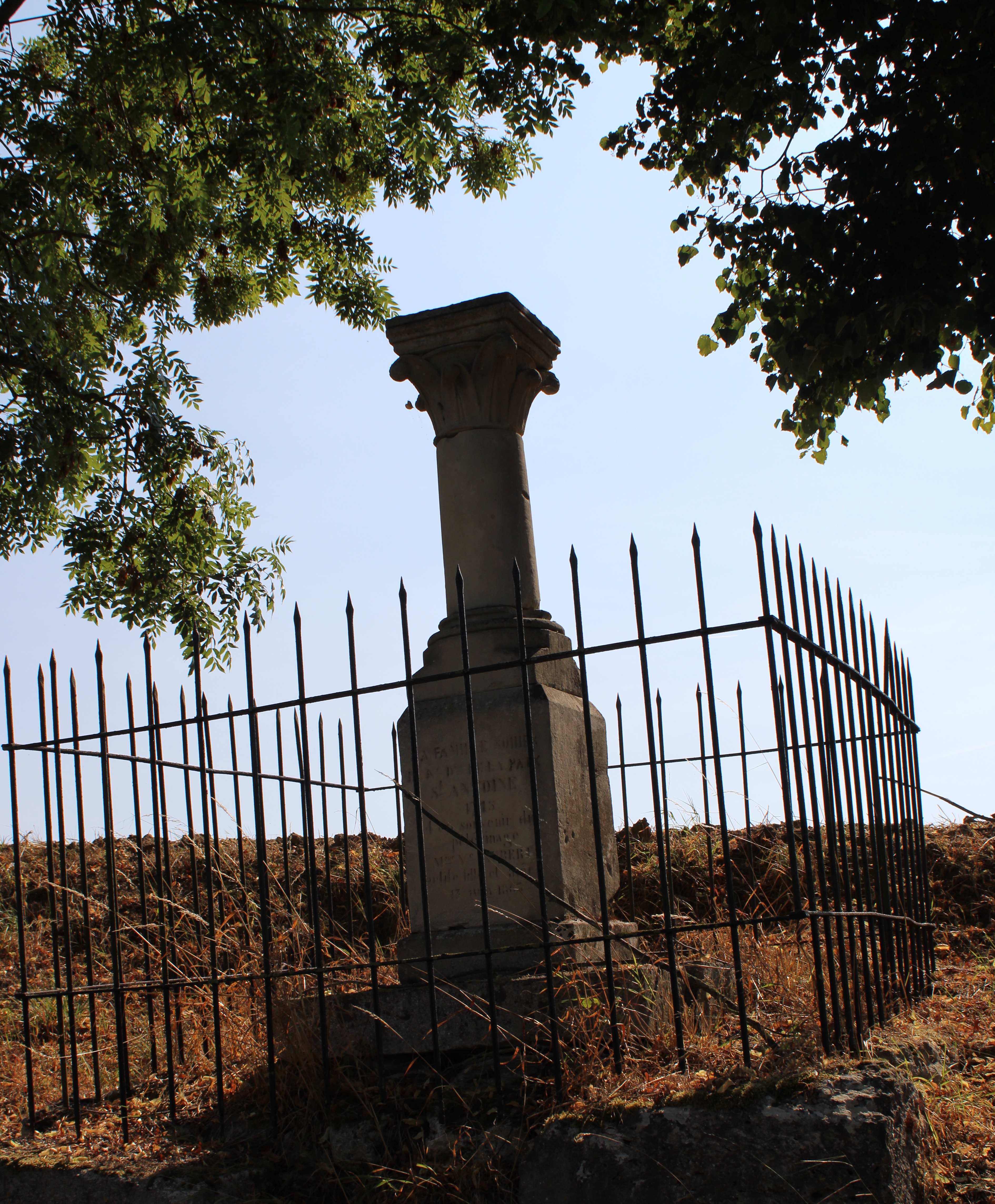
Vestige du calvaire hommage à l'abbaye Paix-Saint-Antoine.